# Slaveriet i USA
Slaveriet i USA var den juridiske institution for trælbindingen af afrikanere og afroamerikanere, der som slaver blev behandlet som ejendom og kunne købes, sælges eller gives væk. Slaveriet eksisterede i USA fra dets grundlæggelse i 1776 og forinden i hele den europæiske kolonisering af Amerika, og frem til vedtagelsen af den 13. tilføjelse til USA's forfatning i 1865. Der var slaveri i omkring halvdelen af de amerikanske stater indtil 1865.
Som økonomiske system blev slaveri stort set erstattet med forpagtning og udlejning af dømte.
Slaver var på tidspunktet for den Amerikanske revolution (1775-1783) blevet institutionaliseret som en racemæssig kaste associeret med afrikansk herkomst.
Under og umiddelbart efter Revolutionen blev der i de nordligste stater vedtaget abolitionist love, og der opstod en bevægelse for afskaffelsen af slaveriet.
Under udarbejdelsen af USA's forfatning (1789) var slaveriets rolle det mest omstridt spørgsmål. Selvom forfatningens ophavsmænd aldrig brugte ordet "slaveri", gav det endelige dokument gennem trefemtedelsklausulen slaveejere en stor politisk magt.
Alle de nordlige stater havde i 1805 på en eller anden måde afskaffet slaveriet. Nogle steder var afskaffelsen en gradvis proces, og således var hundredvis af mennesker ved folketællingen i 1840 stadig slaver i de nordlige stater. 
Nogle slaveejere, primært i det Øvre syden, frigav deres slaver, mens filantroper og velgørenhedsgrupper købte og frigav andre. De individuelle staters forbud mod den transatlantiske slavehandel begyndte under den amerikanske revolution. Importen blev i 1808 med Act Prohibiting Importation of Slaves forbudt af Kongressen, men smugling af slaver var derefter almindeligt.:7 
Bomuldsindustriens hastige vækst i det sydligste USA efter opfindelsen af bomuldsginen øgede kraftigt efterspørgslen på slavearbejdskraft, og Sydstaterne fortsatte med at være slavesamfund. USA, der blev mere polariseret over slaveri-spørgsmålet, blev opdelt i slave- og slavefrie stater. Drevet af efterspørgslen på arbejdskraft fra de nye bomuldsplantager i Sydstaterne, solgte det Øvre Syden mere end en million slaver, der blev ført Sydstaterne. Sydens samlede slavebefolkning nåede til sidst fire millioner.  Efterhånden som USA udvidede sig, forsøgte Sydstaterne at udvide slaveriet til de nye vestlige territorier. De nye territorier, som blev erhvervet med Louisiana-købet og den mexicanske land-overgivelse, var genstand for store politiske kriser. I 1850 truede det nyrige og bomuldsdyrkende Syden med at forlade Unionen, og disse spændinger fortsatte med at vokse. Slaveri blev forsvaret som et "positivt gode", og de største religiøse trossamfund splittedes over slaveri-spørgsmålet i regionale organisationer i nord og syd.
Da Abraham Lincoln vandt valget i 1860 med et løfte om at standse udvidelsen af slaveriet, brød syv slavestater væk for at danne Amerikas Konfødererede Stater.
Borgerkrigen begyndte kort efter, da AKS styrker angreb den amerikanske hærs Fort Sumter i South Carolina. Yderligere fire slavestater meldte sig ind i konføderationen, efter Lincoln anmodede dem om våben til et gengældelsesangreb. På grund af unionsforanstaltninger såsom Konfiskeringslovene og Emancipationserklæringen i 1982 stoppede krigen i realiteten slaveri de fleste steder. Efter Unionens sejr i maj 1865 blev slaveri med det 13. forfatningstillæg til USA's forfatning i realiteten afskaffet ethvert sted, der var underlagt USA's jurisdiktion.